# Шевцовы
Шевцовы — русский дворянский род.
Многие представители фамилии Шевцовых служили Российскому Престолу разные дворянские службы в разных чинах, и жалованы были от Государей в 1628 и других годах поместьями.

## Описание герба
В щите, имеющем красное поле, изображена рука в серебряных латах, держащая меч на размах и выходящая из облаков, в нижней части означенных (изм. польский герб Малая Погоня).
Щит увенчан обыкновенным дворянским шлемом с дворянскою на нем короною и тремя страусовыми перьями. Намёт красный, подложенный серебром. Герб рода Шевцовых внесён в Часть 3 Общего гербовника дворянских родов Всероссийской империи, стр. 83.